# Anthophora wegelini
Anthophora wegelini är en biart som först beskrevs av Heinrich Friese 1914. Den ingår i släktet pälsbin och familjen långtungebin. Inga underarter finns listade i Catalogue of Life.

## Beskrivning
Anthophora wegelini har svart grundfärg; hanen har dock gula markeringar i ansiktet. Hela kroppen är emellertid täckt med vit päls. Honan har emellertid en kudde av svarta hår mitt på den femte tergiten (segmentet på bakkroppens ovansida). Hanen är mellan 10,5 och 11,5 mm lång, honan mellan 9 och 10,5 mm.

## Ekologi
Som alla i släktet är arten ett solitärt bi och en skicklig flygare som föredrar torrare klimat. I Egypten är den dock vanlig i hela landet, även i oaser. Den är ett mycket tidigt bi, som börjar flyga efter det första vinterregnet i mitten på december. Flygperioden varar till mars. I Egypten är den bunden till den korsblommiga växten Zilla spinosa. I Israel förekommer den i Wadi Arabah, där den flyger under februari. Den besöker där bland andra ärtväxten Astragalus spinosus.

## Utbredning
Anthophora wegelini förekommer i Egypten och Israel. Den har även påträffats i Marocko och Saudiarabien.